# Ifigenia Martínez y Hernández
Ifigenia Martha Martínez y Hernández (Città del Messico, 16 giugno 1925 – Città del Messico, 5 ottobre 2024) è stata una politica, diplomatica ed economista messicana, cofondatrice del Partito della Rivoluzione Democratica e presidente della Camera dei deputati dal 1º settembre 2024 al 5 ottobre 2024.

## Biografia
Nata a Città del Messico, il 16 giugno 1925 si laureò in economia nel 1946 presso l'Università Nazionale Autonoma del Messico. Conseguì successivamente un master in economia all'Università di Harvard, diventando la prima messicana a ricevere tale titolo accademico. Successivamente divenne professoressa universitaria, insegnando alla facoltà di economia dell'UNAM.

### Carriera politica
Nel 1958 diventò consulente del segretario dell'istruzione pubblica Jaime Torres Bodet. Tre anni dopo divenne coordinatrice di Antonio Ortiz Mena, segretario della finanza e del credito pubblico. Nel 1966 entrò nel Partito Rivoluzionario Istituzionale.
Con questo venne eletta deputata federale nel 1976 in rappresentanza del Distretto Federale, entrando così a far parte della cinquantesima legislatura.
Assieme ad altri politici del PRI, tra i quali Cuauhtémoc Cárdenas e Porfirio Muñoz Ledo, lasciò il suddetto partito per formare quello che sarebbe poi divenuto il Partito della Rivoluzione Democratica. Con tale partito divenne anche la prima donna eletta senatrice per il Distretto Federale.
Dal 1997 al 2009 ricoprì incarichi di minor rilevanza, tra i quali coordinatrice economica delle campagne presidenziali di AMLO. Nel 2000 si candidò alle elezioni per divenire capo del governo di Città del Messico, non risultando eletta.

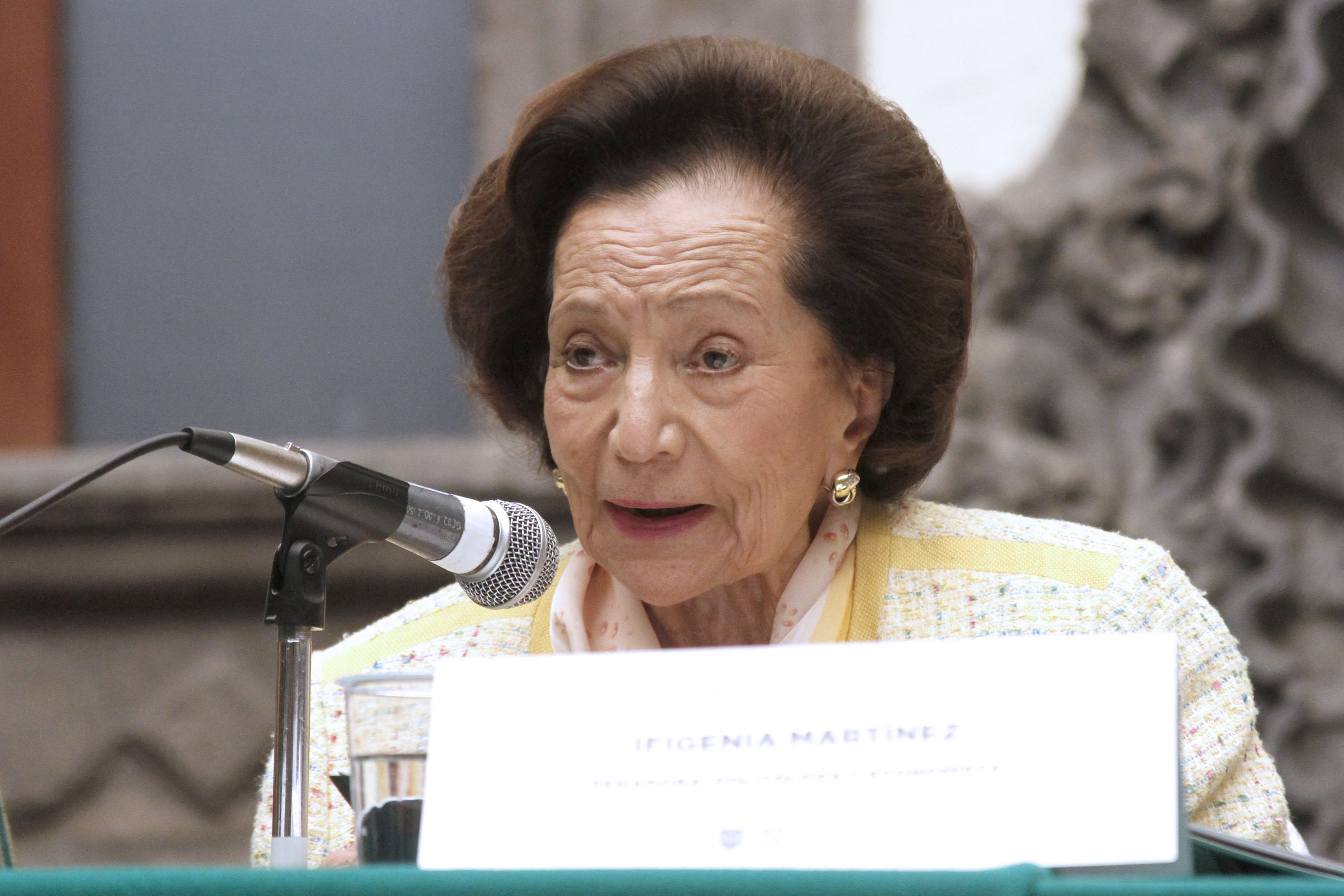
Ifigenia Martínez nel 2019

Nel 2009 venne eletta nuovamente deputata federale servendo la sessantunesima legislatura. Nel 2016 divenne deputata dell'Assemblea Costituente di Città del Messico, incarico nel quale fu anche vicepresidente.
A seguito della coalizione tra i partiti PAN e PRD da lei criticata invece di quella di sinistra da lei sostenuta, lasciò il partito alcuni giorni prima delle elezioni presidenziali del 2018. Entrò nel Morena, sostenendo quindi il candidato Andrés Manuel López Obrador.
In tali elezioni si candidò nuovamente come senatrice, risultando eletta. Nel 2024, con la nuova tornata elettorale, si candidò come deputata, ottenendo il posto in Parlamento. Nell'agosto dello stesso anno venne eletta presidente della Camera dei deputati, incarico che presiedette dal 1º settembre seguente sino alla morte avvenuta un mese dopo.

## Vita privata
Si sposò con l'economista Alfredo Navarrete Romero col quale ebbe quattro figli.